# Vjetroelektrana Lukovac
Vjetroelektrana Lukovac ili VE Lukovac izrađena je u razdoblju od siječnja do srpnja 2017. u općini Cista Provo, na visoravni između brda Umac i Jaram – Lukovac, na nadmorskoj visini od 520 do 770 metara, snage 48 MW, koja obuhvaća 16 vjetroagregata s platoima za temeljenje i tehničke potrebe, pristupne ceste za spoj vjetroelektrane s javnim prometnicama, servisne ceste unutar vjetroparka, internu kabelsku i komunikacijsku mrežu, transformatorsku stanicu TS 110/30 kV, te priključak na prijenosnu mrežu. Položaj vjetroelektrane nalazi se u središnjem dijelu općine Cista Provo, sjeverno od Ciste Velike i jugoistočno od sela Dobranje, između brda Umac (kota 684) i brda Jaram – Lukovac (kota 764). Do vjetroelektrane, se dolazi cestom D1 Brnaze - Cista Provo - Imotski s koje se u mjestu Cista Velika odvaja lokalni put prema Dobranju a dalje se pristupa mjestu postojećim makadamskim putom.

## Vjetroelektrane u Hrvatskoj
Vjetroelektrane u Hrvatskoj su započele svoj razvoj još 1988., kada je Končar postavio prvi vjetroagregat u brodogradilištu Uljanik, koji se i danas tamo nalazi, no onda je razvoj istoga obustavljen. Danas Končar ima postavljen prvi prototip svog modernog vjetroagregata na lokaciji Pometeno brdo u blizini Splita i pokušava uhvatiti korak s ostalim poznatim proizvođačima vjetroagregata.
Promatrajući karakteristike vjetra na prostoru Hrvatske, može se zaključiti da Hrvatska ima na desetke područja koja imaju zadovoljavajući vjetropotencijal za izgradnju elektrana. Mjerenja određenih karakteristika vjetra (brzina, smjer, učestalost) pokazala su kako je za iskorištavanje energije vjetra povoljnije područje Jadrana od kontinentalnog dijela Hrvatske. Stoga su prve hrvatske vjetroelektrane izgradene upravo na tom području.
U Hrvatskoj je trenutno 20 vjetroelektrana koje su u normalnom radu (kolovoz 2018.) i koje isporučuju električnu energiju u elektroenergetski sustav Hrvatske. Instalirana snaga svih vjetrolektrana je 570 MW, u radu je 254 vjetroagregata koji isporučuju godišnje oko 1 475 GWh električne struje. Za usporedbu Termoelektrana Plomin ima snagu 330 MW i isporučuje godišnje oko 2 173 GWh električne struje.